# UGC 104
UGC 104 es una galaxia espiral barrada localizada en la constelación de Piscis.